# Шейх Баха ад-Дин
Шейх Баха ад-Дин (азерб. Şeyx Bəhaəddin) — азербайджанский архитектор второй половины XVI— первой половины XVII века. Является автором построенного в XVII веке центрального ансамбля города Гянджа. На стене входящей в этот ансамбль Джума-мечети указано, что она построена в 1606 году (1015 год хиджры). Шейх Баха ад-Дин был также учёным. До наших дней дошли его религиозно-воспитательные произведения. Также по проектам Баха ад-Дина были построены мавзолей в Мардакяне, караван-сарай в селе Xоджа-Xасан, мечеть и караван-сарай в Нардаране, мечеть шейха Сефиэддина в Ардебиле и другие здания.